# 伊瓦什基夫齊 (新烏希齊亞區)
48°48′6″N 27°13′14″E / 48.80167°N 27.22056°E
伊瓦什基夫齊（烏克蘭語：Івашківці）是位於烏克蘭西部赫梅利尼茨基州裏卡緬涅茨-波多利斯基區的村莊，始建於1793年，面積4.16平方公里，海拔高度291米，2001年人口1,254。